# Бабиков, Макар Андреевич
Мака́р Андре́евич Ба́биков (31 июля 1921, с. Усть-Цильма, Архангельская губерния, — 2 февраля 2009, Москва) — участник Великой Отечественной войны (разведчик 181-го особого разведывательного отряда Северного флота) и Советско-японской войны (главный старшина, командир взвода 140-го отдельного разведывательного отряда особого назначения Тихоокеанского флота). Герой Советского Союза (1945), полковник в отставке.

## Биография
В ВМФ с 1940 года. Окончил Объединённый учебный отряд Северного флота в начале 1941 года и служил красноармейцем 58-го отдельного артиллерийского дивизиона флота. С июня 1941 года участник Великой Отечественной войны на Северном флоте. С июня 1942 года служил в 4-м отдельном отряде моряков, на базе которого был сформирован 181-й особый разведывательный отряд штаба флота. В этом отряде был командиром отделения, командиром взвода. Участвовал в десятках разведрейдах в тыл противника. С 1942 года член ВКП(б).
В период советско-японской войны в августе 1945 года высаживался с десантами в порты Юки (Унги), Расин (Расон), Гэндзан (Вонсан). Командир взвода отдельного разведывательного отряда особого назначения Тихоокеанского флота, главный старшина. 13 августа 1945 года со своими бойцами первым высадился в порту Сейсин (ныне — Чхонджин), прорвавшись в тыл противника. Десантники захватили мост, отрезав противнику пути отхода; Бабиков был ранен, но не оставил поле боя, за что позднее ему было присвоено звание Героя Советского Союза.
С 1946 года в запасе. В 1946—1948 годах был секретарём Коми окружного комитета комсомола. В 1951 году окончил Высшую партийную школу при ЦК ВКП(б) и вскоре был избран первым секретарём Коми окружного комитета ВЛКСМ. С 1955 года — начальник отдела в Управлении Комитета государственной безопасности по Коми АССР.
C 1959 года был первым секретарём Печорского городского комитета КПСС. С 1962 года — заместитель председателя Совета Министров Коми АССР. С 1963 года — в Москве, работал в аппарате ЦК КПСС, с 1965 года — в аппарате Совета Министров РСФСР. С 1986 года — на пенсии.
Скончался Макар Андреевич Бабиков 2 февраля 2009 года.

## Награды
- Медаль «Золотая Звезда» Героя Советского Союза
- Орден Ленина
- Два ордена Красного Знамени
- Орден Отечественной войны I степени
- Орден Красной Звезды
- Орден «Знак Почёта»
- Медали, в том числе:
  - Медаль «За победу над Германией в Великой Отечественной войне 1941—1945 гг.»
  - Юбилейная медаль «Двадцать лет Победы в Великой Отечественной войне 1941—1945 гг.»
  - Юбилейная медаль «Тридцать лет Победы в Великой Отечественной войне 1941—1945 гг.»
  - Юбилейная медаль «Сорок лет Победы в Великой Отечественной войне 1941—1945 гг.»

## Публикации
- Морские разведчики. 1966
- На восточном берегу. 1975 и 1985
- Летом сорок первого. 1980 и 1985
- Отряд особого назначения. 1986
- Их не называли в сводках. Архивная копия от 24 мая 2011 на Wayback Machine М.: ДОСААФ 1987. 160 с.
- Война в Арктике. 1991

## Память
Имя М. А. Бабикова носит школа в с. Усть-Цильма Архивная копия от 4 февраля 2015 на Wayback Machine